# Mantignana
Mantignana è una frazione del comune di Corciano (PG).
Con 2 053 abitanti rappresenta una delle frazioni più popolose del territorio corcianese. Il paese si trova a 252 m s.l.m., sulla valle del Caina, a circa 6 km di distanza su strada dal capoluogo.

## Storia
All'epoca romana risalgono i resti di una villa e di una zona di produzione agricola, studiando la toponomastica con la desinenza del nome "ana" si indica per l'appunto l'appartenenza ad un'area di attività agraria desunta dal mondo romano in periodo Medioevale.
Già dal 1038 si ha notizia di una pieve di S. Maria, attorno alla quale si è sviluppato l'abitato, e di una chiesa di S. Martino (appartenuta al monastero di Santa Croce di Fonte Avellana), ora scomparsa. Dalla fine del XIII secolo si hanno tracce nei documenti ufficiali di una villa Mantignane, che poi appare fortificata in due castelli distinti, nel 1380: castrum Mantignane superioris e castrum Mantignane inferioris.
Nel 1364 viene assaltata dalla "Compagnia Bianca" del marchese Giovanni di Monferrato, mentre nel 1384 vi si acquartiera la compagnia di Giovanni Acuto assieme agli Azzo degli Ubaldini.
Vive ulteriori tormentate vicende alla fine del '400, con le contese tra i fiorentini ed i pontifici (1479) e l'occupazione di Astorre Baglioni (1496).
Durante il periodo dei comuni e della dominazione pontificia, il paese era collegato a Perugia, mentre durante il governo Napoleonico del 1798 diventa comune assieme a Capocavallo e Migiana. Con la Restaurazione del 1809 viene associata al comune di Corciano, col quale rimane anche dopo il Risorgimento.

## Monumenti e luoghi d'interesse
- Resti del castello, con la torre mozzata e una delle due porte ancora esistente. Una nuova cinta muraria venne costruita nel XIV secolo e fu poi parzialmente abbattuta alla fine del 1800 per scopi abitativi;
- Chiesa della Madonna del Carmine (fine XVI secolo);
- Oratorio della Madonna della Pietà (ora casa colonica);
- Chiesa di Santa Maria Assunta;
- Resti della chiesa di San Martino (XII secolo);
- Chiesa di San Giovanni (XIV secolo);
- Chiesa di Sant'Andrea (XIV secolo).

## Economia e manifestazioni
Nel 1957 vi venne fondata una Cassa Rurale ed Artigiana, che ha poi assunto il nome di Banca di Mantignana; questa realtà è tuttora operativa e rappresenta uno dei pochi istituti di credito umbri ancora formalmente indipendenti. Tra le altre attività economiche da annoverare, è molto fiorente l'attività di panificazione su scala industriale e quella per la produzione di segnaletica stradale.
Ogni anno, alla fine di marzo, vi si svolge la Rassegna della Torta di Pasqua Umbra, una torta salata tipica della cucina umbra e perugina, in particolare. Inoltre, durante le festività natalizie, nel centro storico viene allestito un presepe molto rinomato nel circondario.

## Sport

### Associazioni sportive
- Montemalbe Ellera S.C.
- G.S. MANTIGNANA

### Impianti sportivi
- Campo sportivo (calcio)
- Bocciodromo
- Palestra di Mantignana